# Х
Х, х (cursiva Х, х) es una letra del alfabeto cirílico. Representa el sonido fricativo velar sordo /x/ en ruso, bielorruso y ucraniano (excepto cuando va seguido de una vocal palatalizante, cuando representa el sonido [xʲ]). En macedonio representa el sonido fricativo glotal sordo /h/, en la versión cirílica del serbo-croata (transliterado en la versión latina por una h) y en el búlgaro.

## Origen
Deriva de la letra griega ji (Χ, χ).

## Uso

### Sistema numeral cirílico
En la antigüedad, en el sistema numeral cirílico, esta letra tenía el valor numérico 600.

## Tabla de códigos
| Codificación de caracteres | Tipo      | Decimal | Hexadecimal | Octal  | Binario             |
| -------------------------- | --------- | ------- | ----------- | ------ | ------------------- |
| Unicode                    | Mayúscula | 1061    | 0425        | 002045 | 0000 0100 0010 0101 |
| Unicode                    | Minúscula | 1093    | 0445        | 002105 | 0000 0100 0100 0101 |
| ISO 8859-5                 | Mayúscula | 197     | C5          | 305    | 1100 0101           |
| ISO 8859-5                 | Minúscula | 229     | E5          | 345    | 1110 0101           |
| KOI 8                      | Mayúscula | 232     | E8          | 350    | 1110 1000           |
| KOI 8                      | Minúscula | 200     | C8          | 308    | 1100 1000           |
| Windows 1251               | Mayúscula | 213     | D5          | 325    | 1101 0101           |
| Windows 1251               | Minúscula | 245     | F5          | 365    | 1111 0101           |
Sus códigos HTML son: &#1061; o &#x425; para la minúscula y &#1093; o &#x445; para la minúscula.